# Православно гробље Смоленскоје
Смоленскоје православно гробље се налази на Василијевскоме острву у западном делу Санкт Петербургу. Име је добило по локалној реци Смоленки. Основано је 1756. године.
Гробље Смоленскоје је великог значаја јер су тано закопане одважне особе руске историје и представља то што је гробље Новодевичје Москви. На гробљу се налазе и две цркве, Црква смоленској икони Богородице и мања али значајнија црква свете Ксеније.
а
Неке од значајних особа које су покопане су руско-украјински писац Тарас Шевченко (касније пренесен у Кијев), Александар Блок, Ксенија Петербуршкаја, академик и научник Николај Зјинин, математичар Виктор Буњаковскиј, пионир руског фудбала Георгиј Дјуперон, списатељка Лидија Чарскаја.